# Washington County (Illinois)
Das Washington County ist ein County im US-amerikanischen Bundesstaat Illinois. Im Jahr 2010 hatte das County 14.716 Einwohner und eine Bevölkerungsdichte von 10,1 Einwohnern pro Quadratkilometer. Der Verwaltungssitz (County Seat) ist Nashville.

## Geographie
Das County liegt im mittleren Südwesten von Illinois am südlichen Ufer des Kaskaskia River. Es hat eine Fläche von 1461 km², wovon 1461 km² Wasserfläche sind. An das Washington County grenzen folgende Nachbarcountys:
|                  | Clinton County | Marion County    |
| St. Clair County |                | Jefferson County |
| Randolph County  | Perry County   |                  |

## Geschichte

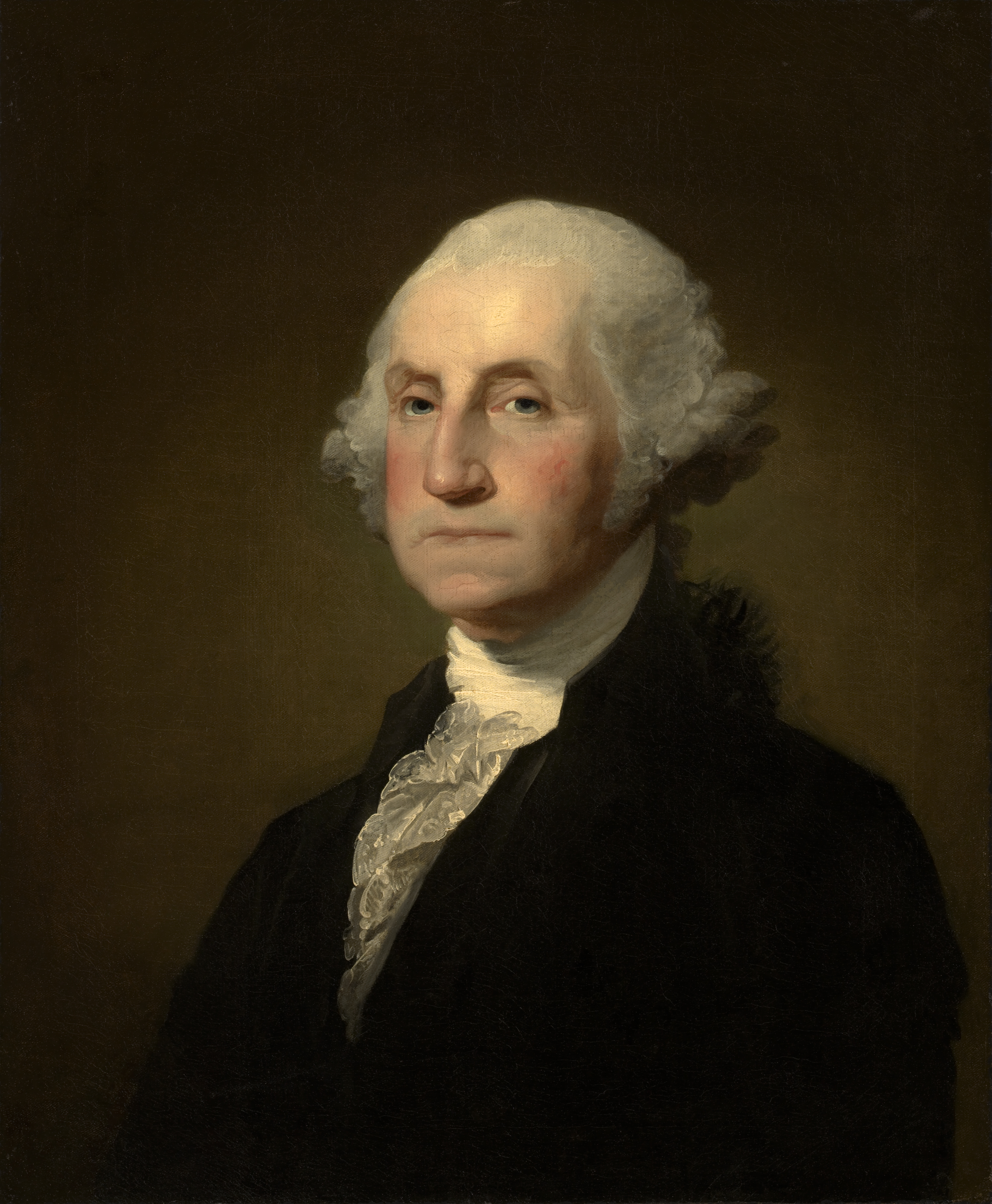
Washington

Das Washington County wurde 1818 aus Teilen des St. Clair Countys gebildet. Benannt wurde es nach George Washington (1732–1799), dem ersten Präsidenten der Vereinigten Staaten (1789–1797).

### Territoriale Entwicklung

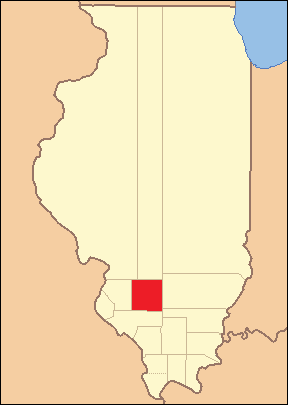
Das Washington County von seiner Gründung im Jahr 1818 bis 1824
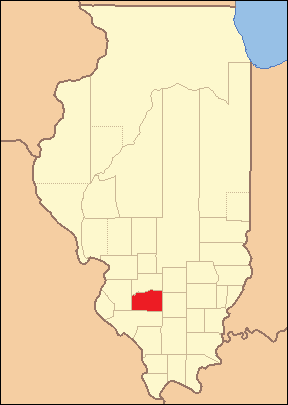
1824 bis heute

## Demografische Daten
Nach der Volkszählung im Jahr 2010 lebten im Washington County 14.716 Menschen in 6013 Haushalten. Die Bevölkerungsdichte betrug 10,1 Einwohner pro Quadratkilometer. In den 6013 Haushalten lebten statistisch je 2,41 Personen.
Ethnisch betrachtet setzte sich die Bevölkerung zusammen aus 97,9 Prozent Weißen, 0,8 Prozent Afroamerikanern, 0,1 Prozent amerikanischen Ureinwohnern, 0,3 Prozent Asiaten sowie aus anderen ethnischen Gruppen; 0,8 Prozent stammten von zwei oder mehr Ethnien ab. Unabhängig von der ethnischen Zugehörigkeit waren 1,5 Prozent der Bevölkerung spanischer oder lateinamerikanischer Abstammung.
21,3 Prozent der Bevölkerung waren unter 18 Jahre alt, 61,4 Prozent waren zwischen 18 und 64 und 17,3 Prozent waren 65 Jahre oder älter. 49,6 Prozent der Bevölkerung war weiblich.

Das jährliche Durchschnittseinkommen eines Haushalts lag bei 53.036 USD. Das Pro-Kopf-Einkommen betrug 25.177 USD. 8,4 Prozent der Einwohner lebten unterhalb der Armutsgrenze.

## Ortschaften im Washington County
Citys
- Ashley
- Centralia1
- Nashville
- Wamac2

Villages
| - Addieville - Du Bois - Hoyleton - Irvington | - New Minden - Oakdale - Okawville - Radom | - Richview - Venedy |

Unincorporated Communities
| - Beaucoup - Clarmin - Elkton - Huegely | - Lively Grove - Plum Hill - Stone Church |

1 – teilweise im Clinton, Jefferson und im Marion County

2 – teilweise im Clinton und im Marion County

## Gliederung
Das Washington County ist in 16 Townships eingeteilt:
| Township              | Einwohner (2010) | FIPS     |
| --------------------- | ---------------- | -------- |
| Ashley Township       | 816              | 17-02544 |
| Beaucoup Township     | 593              | 17-04442 |
| Bolo Township         | 419              | 17-07172 |
| Covington Township    | 418              | 17-17042 |
| Du Bois Township      | 748              | 17-20877 |
| Hoyleton Township     | 1142             | 17-36360 |
| Irvington Township    | 1285             | 17-37790 |
| Johannisburg Township | 511              | 17-38453 |

| Township              | Einwohner (2010) | FIPS     |
| --------------------- | ---------------- | -------- |
| Lively Grove Township | 688              | 17-44108 |
| Nashville Township    | 3676             | 17-51713 |
| Oakdale Township      | 594              | 17-54599 |
| Okawville Township    | 1987             | 17-55483 |
| Pilot Knob Township   | 555              | 17-59858 |
| Plum Hill Township    | 537              | 17-60807 |
| Richview Township     | 343              | 17-63732 |
| Venedy Township       | 404              | 17-77434 |